# Vaxholms artillerikår
Vaxholms artillerikår (№ 8), var ett artilleriförband inom svenska armén som verkade i olika former åren 1889–1901. Förbandsledningen var förlagd i Vaxholms garnison i Vaxholm.

## Historia
Vaxholms artillerikår hade sitt ursprung i ett från 1794 till Vaxholm förlagt kompani ur Första Svea artilleriregemente, vilket tillsammans med fästningskompani ur Första Göta artilleriregemente, 1889 bildade Vaxholms artillerikår (No 5). Kåren var förlagd till Oskar-Fredriksborg och Rindö. Kragfärgen på attilan var då röd. Vaxholms artillerikår ändrade 1892 beteckning till No 8 och kragfärgen blev vit i utformningen för fästningsartilleriet (halva kragen med spetsar). Den 12 december 1901 upplöstes kåren och utgick ur artilleriet, för att den 1 januari 1902 bilda Vaxholms kustartilleriregemente (KA 1) i kustartilleriet.

## Förbandschefer
Nedan anges förbandscheferna mellan åren 1888–1901.

- 1888–1896: Hugo Wennerholm
- 1896–1901: Oskar Sylvander [d]

## Namn, beteckning och förläggningsort
| Kungl. Vaxholms artillerikår | 1889-01-01 | – | 1901-12-31 |

| № 5 | 1889-01-01 | – | 1892-12-31 |
| № 8 | 1893-01-01 | – | 1901-12-31 |

| Vaxholms fästning (F)      | 1889-01-01 | – | 1901-12-31 |
| Fredriksborgs fästning (F) | 1889-01-01 | – | 1901-12-31 |
| Rindö (F)                  | 1889-01-01 | – | 1901-12-31 |